# Lestodiplosis pisi
Lestodiplosis pisi är en tvåvingeart som beskrevs av Barnes 1928. Lestodiplosis pisi ingår i släktet Lestodiplosis och familjen gallmyggor. Inga underarter finns listade i Catalogue of Life.